# Оксид лития
Окси́д ли́тия (окись лития) — бинарное неорганическое бесцветное вещество, имеющее химическую формулу Li2O. Относится к классу основных оксидов.

## Описание
Оксид лития при стандартных условиях представляет собой бесцветные гигроскопичные кристаллы с кубической решёткой. Пространственная группа F m3m, a = 0,4628 нм, Z = 4.
При температуре выше 1000 °C возгоняется, в присутствии паров воды возгонка ускоряется. В газообразном состоянии при температуре выше 1500 °C оксид лития частично диссоциирует на Li и O2. Диамагнитен. С водородом, кислородом, углеродом и монооксидом углерода не взаимодействует даже при нагревании. При высоких температурах реагирует с большинством металлов, за исключением золота, платины и никеля. При действии магния, алюминия или марганца при температуре выше 1000 °C оксид лития восстанавливается до металлического лития. С оксидами ряда металлов даёт оксометаллаты, двойные и тройные оксиды. Оксид лития — единственный среди оксидов щелочных металлов, образующийся в качестве основного продукта при нагревании металла выше 200 °C на воздухе (присутствуют только следы пероксида лития).

## Получение
- Взаимодействие металлического лития с кислородом:

{\displaystyle {\mathsf {4\ Li+\ O_{2}\longrightarrow 2\ Li_{2}O}}}
- Разложение пероксида лития при температуре 195 °C:

{\displaystyle {\mathsf {2\ Li_{2}O_{2}{\xrightarrow {195^{\circ }C}}\ 2\ Li_{2}O+\ O_{2}\uparrow }}}

## Химические свойства
- Взаимодействует с водой, образуя щёлочь:

{\displaystyle {\mathsf {\ Li_{2}O+H_{2}O{\xrightarrow {\ }}\ 2\ LiOH}}}
- с кислотами:

{\displaystyle {\mathsf {\ Li_{2}O+2\ HCl{\xrightarrow {\ }}\ 2\ LiCl+H_{2}O}}}
- литий из оксида вытесняется некоторыми металлами и неметаллами:

{\displaystyle {\mathsf {\ Li_{2}O+Mg{\xrightarrow {800^{\circ }C}}\ 2\ Li+MgO}}}
{\displaystyle {\mathsf {2\ Li_{2}O+Si{\xrightarrow {1000^{\circ }C}}\ 4\ Li+SiO_{2}}}}
- с кислотообразующими оксидами образует соли:

{\displaystyle {\mathsf {Li_{2}O+CO_{2}{\xrightarrow {500^{\circ }C}}\ Li_{2}CO_{3}}}}

## Применение
Оксид лития применяют в качестве добавки к смесям реагентов при твёрдофазном синтезе двойных и тройных оксидов для понижения температуры процесса; как компонент в производстве специальных стёкол (в частности, с небольшим температурным коэффициентом линейного расширения и прозрачных для рентгеновских лучей), глазурей и эмалей, повышающий их химическую и термическую стойкость, прочность и снижающий вязкость расплавов. Также используется в термобарьерных покрытиях вместе с оксидами иттрия и циркония для повышения стойкости.
Основное применение оксид лития нашёл в производстве литий-ионных аккумуляторов, в качестве источника ионов катода.